# Thiotricha hexanesa
Thiotricha hexanesa es un lepidóptero de la familia Gelechiidae. Fue descrito por Meyrick en 1929. Se encuentra en Sri Lanka.
La envergadura de las alas es de unos 11 mm. Las alas delanteras son de color grisáceo pálido-ocreoso rociados con un color oscuro y con el tercio basal del borde costal cubierto de un color oscuro. Hay seis pequeños puntos negruzcos irregulares de alargamiento irregular: tres en una fila longitudinal desde debajo de la costa a un tercio del disco a tres cuartos, uno hacia el dorso a una cuarta parte, uno en el pliegue anterior al centro del ala y uno hacia el desgarrador. Hay algunos pequeños puntos negruzcos en la costa hacia el ápice y termen. Las alas posteriores son de color gris claro, subhialinas en el disco anteriormente y con las venas más oscuras.